# 月球內部構造

月球內部構造在地質化學上分為地殼、地函和核心，因此月球是經過分異的天體。這種構造相信是45億年前形成不久之後月球岩漿海的部分結晶造成的。熔化外殼部分所需的能量通常被認為是來自月球在形成地月系統的大撞擊之後殘餘在地球軌道上的物質。岩漿海的結晶使鎂鐵質上升而形成地函和富含斜長石的地殼。

## 月球地殼

月球內部構造示意圖。

從軌道上繪製的地質化學圖暗示月球地殼主要由斜長岩組成，而這與岩漿海洋的假說一致。月球地殼上的主要化學元素有氧、矽、鎂、鐵、鈣和鋁，但是重要的微量和痕量元素，像是鈦、鈾、釷、鉀和氫也都存在。以地球物理為基礎，估計月球地殼的平均厚度大約是50公里。

## 月球地函
在月球地函中的熔融部分引起月球表面上月海的玄武岩噴發。對這些玄武岩的分析顯示，月球地函的主要組成礦物是橄欖石、直輝石類和斜輝石類，並且比地球的含有更多的鐵。有些月球玄武岩含有高豐度的鈦（存在於礦物的鈦鐵礦）。月球表面下約1,000公里深度的地函曾發現月震，它們每個月周期性的發生，被認為與月球軌道的離心率和潮汐力的應力有關；也發現了一些在月球表面下約100公里處的淺層月震，但這些發生的頻率更低，似乎與月球的潮汐力無關。

## 月球核心
月球的平均密度是3.3464公克/立方公分，是太陽系的衛星之中第二高（僅次於埃歐）。但是，有幾項跡象意味著月球的核心很小，半徑大約只有350公里，甚或更小。月球的核心只佔了月球大小約20%，相較其他大多數的類地型天體幾乎都佔到50%。月球核心的成分仍然不明，但多數都相信其組成金屬鐵的合金與少量的硫和鎳。分析月球自轉相對於時間的變化，顯示核心至少有一部分是熔融的。
根據最近使用震波疊加的新技術，重新分析阿波羅計畫建立的地震陣列網蒐集到的月震資料，月球內核被認為是一個含鐵量豐富的固體，直徑約240公里（150英里）；在內核之外還有個液態、主要成分為鐵的外核，直徑約330公里 （205英里），並首度與地球的地核作比較，月球有可能跟地球外核一樣，有著硫和氧等較輕的化學元素。

## 外部連結
- Moon articles in Planetary Science Research Discoveries （页面存档备份，存于）, including articles about internal structure of the Moon